# Karl Mahler
Karl Heinrich Eduard Mahler (* 25. Januar 1887 in Gera; † 1966) war ein deutscher Pädagoge, Unternehmer und Politiker (FDP).

## Leben und Beruf
Nach dem Besuch des Nikolaigymnasiums in Leipzig nahm Mahler ein Studium an der Universität Leipzig auf, das er mit der Promotion zum Dr. phil. abschloss. Seine Doktorarbeit widmete sich dem Thema Die Entstehung des Irrtums bei Descartes und bei Spinoza.
Anschließend arbeitete er als Lehrer für das Sächsische Kadettenkorps in Dresden.
Er wurde 1924 Geschäftsführer Bundes Deutscher Architekten (BDA) und betätigte sich in der Folgezeit als Redakteur. Von 1934 bis 1942 war er als Vorstand und Geschäftsführer von Baufinanzierungs- und Wohnungsgesellschaften des Handwerks in Berlin, München und Wien tätig. Von 1943 bis 1945 war er alleiniger Geschäftsführer der Deutschen Handwerkszentrale mit Sitz in Berlin.
Mahler wurde 1945 vom Berliner Magistrat zum Liquidator von Gesellschaften des Handwerks und Geschäftsführer der Deutschen Handwerksgesellschaft mbH bestellt. Er übte diese Funktion bis 1949 aus und fungierte währenddessen auch als Leiter der Hauptabteilung Handwerk der Deutschen Verwaltung für Handel und Versorgung in der Sowjetischen Besatzungszone (SBZ). 1949 übernahm er die alleinige Geschäftsführung der Berliner Firma Export Service Handwerk. Von 1955 bis 1957 war er Geschäftsführer der Internationalen Bauausstellung Berlin GmbH, welche die IBA 57 (Interbau) organisierte.
Karl Mahler war mit Hedda Greif verheiratet und hatte ein Kind.

## Politik
Mit der Revolution politisiert, veröffentlichte er 1919 das Buch Die Programme der politischen Parteien in Deutschland nach dem Kriege. Es war 1945 das Vorbild für sein Buch Die Programme der politischen Parteien im neuen Deutschland und ihre Stellungnahme zu den wichtigsten Tagesfragen.
Während der Zeit der Weimarer Republik war Mahler Kreisgeschäftsführer der Deutschen Volkspartei (DVP). Nach dem Zweiten Weltkrieg schloss er sich den Freidemokraten an. Am 1. Februar 1951 wurde er als Senator für Bau- und Wohnungswesen in den vom Regierenden Bürgermeister Ernst Reuter (SPD) geleiteten Senat Berlins gewählt. Nach dem Tod Reuters im September 1953 zerbrach die Koalition aus SPD, CDU und FDP. Der CDU-Politiker Walther Schreiber bildete daraufhin am 22. Oktober 1953 eine Koalition mit der FDP, so dass Mahler seinerseits im Amt bleiben konnte. Nachdem die SPD bei der Landtagswahl im Dezember 1954 die absolute Mehrheit erlangte, bildete Otto Suhr eine Große Koalition, so dass die FDP aus der Regierung ausschied und Mahler sein Amt am 11. Januar 1955 niederlegte.

## Schriften
- Die Entstehung des Irrtums bei Descartes und bei Spinoza, Inaugural-Dissertation, 1910. O. Heller, Leipzig 1910. GoogleBooks
- Die Programme der politischen Parteien in Deutschland nach dem Kriege. Gracklauer, Leipzig 1919. GoogleBooks
- Die Programme der politischen Parteien im neuen Deutschland und ihre Stellungnahme zu den wichtigsten Tagesfragen. Druckerei- und Vertriebs-Gesellschaft, Berlin 1945 GoogleBooks